# Leichtathletik-Weltmeisterschaften 2009/Teilnehmer (Tunesien)
| Gelbes Symbol für Goldmedaillen mit stilisierten Olympischen Ringen | Graues Symbol für Silbermedaillen mit stilisierten Olympischen Ringen | Braundes Symbol für Bronzemedaillen mit stilisierten Olympischen Ringen |
| ------------------------------------------------------------------- | --------------------------------------------------------------------- | ----------------------------------------------------------------------- |
| —                                                                   | —                                                                     | —                                                                       |

Der tunesische Leichtathletik-Verband stellte fünf Athleten bei den Leichtathletik-Weltmeisterschaften 2009 in Berlin.

## Ergebnisse

### Männer

#### Laufdisziplinen
| Athlet          | Disziplin   | Vorlauf | Vorlauf | Halbfinale | Halbfinale | Finale    | Finale |
| Athlet          | Disziplin   | Zeit    | Platz   | Zeit       | Platz      | Zeit      | Platz  |
| --------------- | ----------- | ------- | ------- | ---------- | ---------- | --------- | ------ |
| Hassanine Sebei | 20 km Gehen |         |         |            |            | 1:22:52 h | 18     |

#### Sprung/Wurf
| Athlet              | Disziplin | Qualifikation | Qualifikation | Finale             | Finale             |
| Athlet              | Disziplin | Weite/Höhe    | Platz         | Weite/Höhe         | Platz              |
| ------------------- | --------- | ------------- | ------------- | ------------------ | ------------------ |
| Mohamed Ali Kebabou | Speerwurf | 68,75 m       | 40            | nicht qualifiziert | nicht qualifiziert |

### Frauen

#### Laufdisziplinen
| Athletin        | Disziplin        | Vorlauf     | Vorlauf | Halbfinale | Halbfinale | Finale         | Finale |
| Athletin        | Disziplin        | Zeit        | Platz   | Zeit       | Platz      | Zeit           | Platz  |
| --------------- | ---------------- | ----------- | ------- | ---------- | ---------- | -------------- | ------ |
| Olfa Lafi       | 20 km Gehen      |             |         |            |            | DNF            | DNF    |
| Chaima Trabelsi | 20 km Gehen      |             |         |            |            | 1:39:50 h      | 31     |
| Habiba Ghribi   | 3000 m Hindernis | 9:26,40 min | 6       |            |            | 9:12,52 min NR | 6      |